# خرافات وفور در زیارات قبور
خرافات وفور در زیارات قبور کتابی است نوشته سید ابوالفضل برقعی قمی که در ابتدا به دلیل مخالفت جامعه شیعه در ایران به صورت کتاب تایپ دستی در ۳۲۰ صفحه منتشر و در اختیار عده قلیلی قرار گرفت ولی به‌علت مخالفت با نویسنده و زندانی شدن وی  نسخه‌های کتاب جمع‌آوری گردید. در این کتاب نویسنده به بطلان زیارت قبور امامان و امام زاده‌ها پرداخته و ساخت زیارتگاه‌ها و شفاعت  را وهن اسلام دانسته‌است. وی این کتاب را با تأثیر از کتاب «زیارت» حیدرعلی قلمداران نوشته‌است.
این کتاب جزء کتاب‌های ممنوع شده در ایران است و به صورت نسخه‌های الکترونیکی در وبگاه‌های خارج از ایران منتشر شده‌است.

## در مقدمه
در مقدمه آورده‌است:
یکی از بدعتها که هزاران بدعت دیگر را به همراه خود داشته و بیشتر مردم ما به آن مبتلا گشته و عمر و مال خود را در آن صرف کرده‌اند زیارت قبور و توجه به آن است در این کتاب مؤلف محترم به بیان این بدعتها و خرافات پرداخته‌است.

بسم الله الرَّحمن الرَّحیم
الحمد لله مالک الملک دیّان الدین مجیب الداعین و المضطرین و مغیث المهمومین و صریخ المکروبین و هادی المضلین. و صلّی الله علی رسوله وعلی آله و أصحابه و أتباعه أجمعین.
یکی از بدعت‌ها که هزاران بدعت در آن مندرج است و اکثر ملت ما به آن مبتلا و دلخوش گردیده و عمر و اموال خود را در آن صرف کرده‌اند زیارت قبور و توجه به آن است. در موضوع زیارت قبور ابتدا لازم است چند مطلب روشن گردد:
اول آنکه [می‌پرسیم] ارواح بزرگان از اولیاء و صلحاء و انبیاء و شهداء آیا در جوف قبر یا در بالای قبر یا در اطراف قبرند؟ و از قبر و زُوَّار قبر باخبرند یا خیر؟

## نقدها
اعتراضها و نقدهای بسیاری علیه این کتاب در فضای مجازی و نوشتاری منتشر و چاپ شده‌است. محمد تقی حسینی ورجانی و دیگران در نوشتارها و فضای مجازی به شبهه‌های نویسنده پاسخ گفته‌اند.
اینکه برقعی می‌گوید پیغمبر مردم را از زیارت قبور نهی کرده مربوط به مکه و شروع دعوت بوده و اساس این نهی هم , منع از زیاده طلبی و تفاخر به مردگان بوده. اما در مدینه پیغمبر مردم را از زیارت قبور نهی نکرده‌است چون در مدینه مردم مسلمان ایمانشان محکم شده و توهم مرده‌پرستی از میان رفته بود.